# Лобеглітазон
Лобеглітазон (англ. Lobeglitazone, лат. Lobeglitazonum) — синтетичний таблетований цукрознижуючий і протизапальний лікарський засіб класу тіазолідинедіонів для прийому всередину, який випускається південнокорейською компанією «Chong Kun Dang» під торговою назвою «Дьювай». Він є агоністом як α-рецепторів, які активуються проліфератором пероксисом, так і γ-рецепторів, які активуються проліфератором пероксисом, та діє як сенситайзер інсуліну, що діє на рецептори, які активуються проліфератором пероксисом, у жирових клітинах та робить ці клітини чутливішими до інсуліну.

## Медичне застосування
Лобеглітазон застосовується для регуляції рівня глюкози в крові хворих цукровим діабетом другого типу. Він застосовується як самостійний препарат або в комбінації з метформіном. Препарат був схвалений міністерством з безпеки харчових продуктів і ліків Південної Кореї у 2013 році, і постмаркетинговий нагляд лобеглітазону тривав до 2019 року.

## Фармакокінетика
Абсолютна біодоступність лобеглітазону становить приблизно 95 % у щурів. У людини середній рівноважний кліренс становив 1,13 л/год у діапазоні доз від 1 до 4 мг. У діапазоні цих доз середній період напіввиведення препарату становив 10,3 години. Виведення лобеглітазону з сечею було незначним як у щурів, так і в людей.
Зв'язування препарату з білками плазми становило понад 99 %. Середнє співвідношення концентрації в крові до плазми становило 0,636. Незв'язана фракція лобеглітазону в мікросомальному інкубаційному середовищі становила 0,479.
Лобеглітазон в основному концентрувався в печінці з відношенням концентрації в тканині до плазми як 5,59, дещо менше розподілявся в серце, легені та жирову клітковину. Співвідношення концентрації в тканинах до плазми коливалося в діапазоні приблизно від 0,25 до 4,0 для основних тканин у щурів.
Серед 6 основних мембранних транспортерів, відзначених FDA, лобеглітазон взаємодіє з OATP1B1, OAT3 і MDR1. In vitro лобеглітазон був субстратом OATP1B2 гризунів. Лобеглітазон також взаємодіяв із CYP1A2, 2C9 і 2C19.
У щурів аторвастатин пригнічував концентрування лобеглітазону в печінці.